# Adin Omić
Adin Omić (* 20. Mai 1999 in Tuzla) ist ein bosnischer Fußballspieler.

## Karriere

### Verein
Omić begann seine Karriere beim FK Radnički Lukavac. Im April 2016 stand er gegen den FK Rudar Kakanj erstmals im Kader der ersten Mannschaft von Lukavac. Im Mai 2016 debütierte er in der PrvaLiga FBiH, als er am 27. Spieltag der Saison 2019/20 gegen den NK Sloga Ljubuški in der 74. Minute für Davor Todorović eingewechselt wurde. Nach drei Einsätzen für Lukavac in der zweithöchsten bosnischen Spielklasse wechselte er zur Saison 2016/17 in die Jugend des FK Sloboda Tuzla.
Zur Saison 2018/19 wechselte er nach Österreich zum Zweitligisten Kapfenberger SV. In seiner ersten Saison bei den Steirern stand er nicht ein Mal im Spieltagskader. Im Juni 2020 debütierte er schließlich in der 2. Liga, als er am 23. Spieltag der Saison 2019/20 gegen den SV Horn in der 82. Minute für Marvin Hernaus eingewechselt wurde.
Nach sechs Zweitligaeinsätzen für die KSV wechselte er im Januar 2021 zum drittklassigen SK Bischofshofen. Aufgrund des COVID-bedingten Saisonabbruchs kam er aber für Bischofshofen nie zum Einsatz. Nach der Saison 2020/21 verließ er das Team wieder. Nach eineinhalb Jahren ohne Verein kehrte er im Februar 2023 nach Bosnien zurück und wechselte zum Zweitligisten FK Budućnost Banovići. Für Budućnost kam er einmal zum Einsatz. Zur Saison 2023/24 wechselte er ein zweites Mal nach Kapfenberg. Für die Steirer kam er diesmal zu drei Zweitligaeinsätzen.
Zur Saison 2024/25 schloss er sich dem Ligakonkurrenten SV Stripfing an, bei dem er einen bis 2025 laufenden Vertrag erhielt. Für Stripfing absolvierte er aber kein Spiel. Bereits im Februar 2025 kehrte er wieder nach Kapfenberg zurück.

### Nationalmannschaft
Omić absolvierte 2015 ein Spiel für die bosnische U-16-Auswahl.